# Alain Lamouille
Alain Lamouille (ur. 17 maja 1954 roku) – francuski kierowca wyścigowy. Zwycięzca 24-godzinnego wyścigu Le Mans w klasie LMP w 1993 roku.